# Savate (filme)
Savate (também conhecido como The Fighter, Point Blank e Justicier) é um filme de faroeste de artes marciais de 1995 dirigido por Isaac Florentine e estrelado por Olivier Gruner. Outros atores incluem Ian Ziering, Ashley Laurence e R. Lee Ermey.
Savate foi promovido como a história supostamente verdadeira do primeiro kickboxer do mundo.

## Sinopse
No ano de 1865, Joseph Charlegrand é um ex-soldado francês da Legião Estrangeira Francesa cujo melhor amigo e camarada, Phillipe, foi assassinado por um oficial alemão no México. Em busca do assassino, envolve-se numa luta entre agricultores pobres e um rico proprietário de terras. Charlegrand se dirige a um torneio de artes marciais nos Estados Unidos porque o assassino se orgulha de ser um lutador habilidoso. Para ajudar os agricultores, ele oferece-lhes as suas habilidades de Savate.

## Elenco
Segue abaixo a tabela de elenco.
| Ator               | Personagem           | Detalhes                      |
| ------------------ | -------------------- | ----------------------------- |
| Olivier Gruner     | Joseph Charlegrand   | Oficial da Legião Estrangeira |
| Ian Ziering        | Cain Parker          | Proprietário da fazenda       |
| Ashley Laurence    | Mary Parker          | Irmã de Cain                  |
| Marc Singer        | Ziegfield Von Trotta | Oficial alemão                |
| R. Lee Ermey       | Benedict             | Prefeito, não-creditado       |
| Michael Palance    | Mitchum              | Pistoleiro                    |
| Donald Gibb        | Cody Johnson         | Amigo dos Parker              |
| James Brolin       | Coronel Jones        | Anuncia o imposto             |
| Charles Santore    | Slim                 |                               |
| Raliegh Wilson     | Emmit                |                               |
| Rance Howard       | Fazendeiro           |                               |
| Takis Triggelis    | Phillipe             | Amigo de Charlegrand          |
| Gene Wolande       | Zachariah            |                               |
| Zale Kessler       | Promotor             |                               |
| Scott L. Schwartz  | Bruno, o Horrível    | Lutador grandalhão            |
| Erik Betts         | Lutador brasileiro   | Lutador de capoeira           |
| George O'Mara      | Boxeador sem luvas   |                               |
| Stan Ward          | Augustine, o Créole  | Lutador de Nova Orleans       |
| Hien Nguyen        | Lutador chinês       | Lutador de kung fu            |
| Jim Hardy          | Boxeador sofisticado |                               |
| Sean Barry-Weske   | Tenente francês      | Não-creditado                 |
| Koichi Sakamoto    | Comanche             | Pistoleiro                    |
| Rodrigo Obregón    | Pancho               |                               |
| Billy Ray Orme     | Guarda do coronel    |                               |
| Rene Veluzat       | Garçonete            |                               |
| Julie Rea          | Garota do salão #1   |                               |
| Gregg Brazzel      | Confederado #1       |                               |
| Yannick Derrien    | Confederado #2       |                               |
| Patrick J. Statham | Confederado #3       |                               |
| Blue               | Cachorro             |                               |
| Calamity Jane      | Cachorra             |                               |
| White Boy          | Cachorro             |                               |

## Antecedentes
A Legião Estrangeira Francesa foi fundada em 1831, um ano após a dissolução oficial da Garde Écossaise . Desde o início, muitos homens de língua alemã juntaram-se às forças, muitas vezes escondendo-se atrás de nomes falsos. Em 1861, Napoleão III utilizou a Legião para a intervenção francesa no México. Durou até 1867. Naquela época Charles Lecour já havia criado e estabelecido o boxe francês como uma mistura de savate e boxe inglês. Até então, os salvadores usavam as mãos principalmente para bloquear chutes ou para cercar com paus (canne de combat) ao mesmo tempo. Um dos alunos de Lecour foi o ex-instrutor militar Joseph Charlemont. Neste contexto, é imaginável que um selvagem como Joseph Charlegrand pudesse ter servido no México e que pudesse ter conhecido um legionário de língua alemã durante este período, embora a lenta velocidade das comunicações e das viagens em 1865, bem como a falta de cruzamentos nos esportes de combate da época tornavam altamente improvável a ideia de uma competição internacional de artes marciais nos confins do oeste americano.

## Recepção
J.R. Taylor da Entertainment Weekly deu nota C+. O site The Action Elite avaliou o filme com 3,5 de 5, elogiando a ação dirigida por Isaac Florentine. Savate apresenta os sistemas de luta capoeira e kung fu, exóticos em um ambiente de faroeste. O coreógrafo de dublês e lutas Akihiro Noguchi trabalhou como coordenador de arame. As atuações de um elenco B foram elogiadas, especialmente R. Lee Ermey como vilão. A trilha sonora de faroeste também foi elogiada. Olivier Gruner foi elogiado por seu físico e seu desempenho nas cenas de luta. O filme mantém uma avaliação de 38% pela audiência no Rotten Tomatoes, com mais de 250 avaliações.